# Downhill Strand

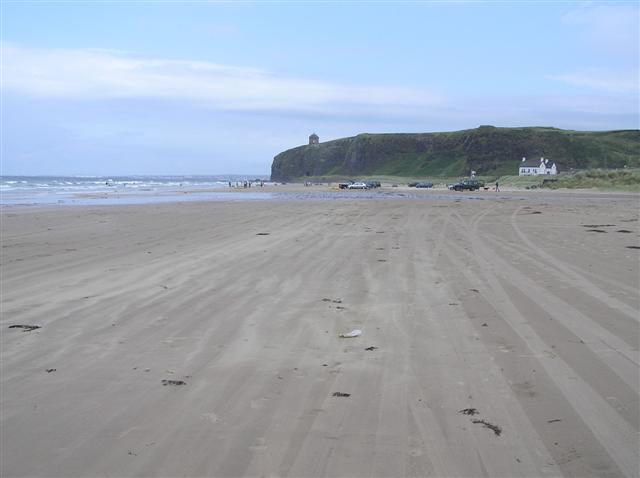
Downhill Strand, point de vue en direction de l'est vers le Temple de Mussenden.

Downhill Strand (mieux connue sous le nom de Benone Strand) est une plage du Comté de Londonderry en Irlande du Nord, proche de la route A2 et de la ligne de chemin de fer qui relie Derry à Coleraine.

## Description
Avec plus de onze kilomètres de long, la plage est l'une des plus étendues d'Irlande du Nord, elle bénéficie du Pavillon Bleu d'Europe et du Seaside Award.
Le village de Downhill et le Temple de Mussenden se trouvent à proximité.